# Diana Bracho
Diana Bracho Bordes (Cidade do México, 12 de dezembro de 1944) é uma atriz mexicana, filha do diretor Julio Bracho e Diana Bordes, tia do ator e apresentador Julio Bracho. Começou como atriz mirim no filme San Felipe de Jesus e Inmaculada.

## Biografia
Diana cursou Filosofia e Letras em New Rochelle, Nova York. Quando voltou para o México estudou atuação com José Luis Ibages, quando Arturo Ripstein a escolhe para fazer o filme "El Castillo de la Pureza". Este filme se converteu em um êxito internacional e deu a Diana Bracho seus primeiros prêmios de atuação, ganhou um "Ariel" em 1973 como melhor atuação feminina, ela também ganhou os prêmios "Diosa de Plata" e "Heraldo". Viveu por quatro anos em Oxford, na Inglaterra, onde estudou técnica de atuação com Sr. Alexander, no E.A.M. Goldie. De regresso ao México trabalhou em vários meios de comunicação.
Seus principais trabalhos são: El Santo Oficio, El Cumpleaños del Perro, Actas de Marusia, Chin Chin el teporocho, Las Poquianchis, La Tia Alejandra, Entre Pancho Villa y una mujer desnuda. Teve pequenas participações em La otra conquista, Y tu mamá también, e Vivir Mata. Sua última participação no cinema foi na filmagem de "Sexos prosperos", obra prima da diretora teatral Marta Luna.
Estreou na televisão em 1973, na telenovela Mi primer amor. Posteriormente protagonizou novelas como Cuna de Lobos e Pasión y poder.
Em 1991 estreia como antagonista na novela Cadenas de amargura. Interpretou outras vilãs nas novelas Capricho, Retrato de familia, El privilegio de amar, Infierno en el paraíso, Heridas de amor, Fuego en la sangre, Rafaela, Quiero amarte e El hotel de los secretos.
Em 2017 o produtor Juan Osorio a convida para participar de sua telenovela Mi marido tiene familia.

## Vida pessoal
Diana vem de uma família relacionada ao meio artístico. É filha do ator e diretor mexicano Julio Bracho e da atriz e dançarina Diana Bordes Bordes Mangel e é sobrinha das atrizes Andrea Palma e Dolores del Río, e é prima da dubladora Marcela Bordes e da atriz Julieta Bracho. Ela é tia do ator Julio Bracho Castillo também está relacionada a Pablo Bracho , Alejandro Bracho e Ramón Novarro.
Diana Bracho se casou com seu primo em segundo grau, Dr. Felipe Bracho, professor da Universidade, com quem teve uma filha, Andrea. Mais tarde, casou-se com Rafael Cortés, artista, designer e pintor. Em 6 de agosto de 2002, Diana Bracho foi nomeada presidente da Academia Mexicana de Ciências e Artes Cinematográficas, desde a sua posse até 2006.

## Filmografia

### Televisão
| Ano       | Título                        | Papel                                             | Notas                                    |
| --------- | ----------------------------- | ------------------------------------------------- | ---------------------------------------- |
| 1973      | Mi primer amor                | Elena                                             | Debut na televisão                       |
| 1973      | Los miserables                | Cosette                                           | Co-Protagonista                          |
| 1979      | Ángel Guerra                  | Lorenza                                           | Co-Protagonista                          |
| 1979      | El amor llegó más tarde       | Mrs. Dobuti                                       | Protagonista                             |
| 1982      | Leona Vicario                 | Leona Vicario                                     | Protagonista                             |
| 1985      | La pobre señorita Limantur    | Dona Ana                                          | Coadjuvante                              |
| 1985      | Esperándote                   | Isabel                                            | Coadjuvante                              |
| 1986-1987 | Cuna de lobos                 | Leonora Navarro de Larios                         | Protagonista                             |
| 1988      | Pasión y poder                | Ana Laura Gómez Luna                              | Protagonista                             |
| 1989      | Hora marcada                  | Mãe de Cristina                                   | Episódio: "David"                        |
| 1989      | Papá soltero                  | Sara                                              | Episódio: "Operación cupido"             |
| 1991      | Cadenas de amargura           | Evangelina Vizcaíno                               | Antagonista principal                    |
| 1993      | Capricho                      | Eugenia                                           | Antagonista principal                    |
| 1995      | Mujer, casos de la vida real  | Aurora                                            | Episódio: "Quien soy yo?"                |
| 1995      | Alondra                       | Alondra (voz)                                     |                                          |
| 1995      | Retrato de familia            | Irene Mariscal                                    | Antagonista principal                    |
| 1996      | El vuelo del águila           | Sara Madero                                       | Coadjuvante                              |
| 1998      | El privilegio de amar         | Ana Joaquina Velarde (Jovem)                      | Antagonista (1ª fase) / Atuação Especial |
| 1999      | Infierno en el paraíso        | Dariana Valdivia                                  | Antagonista principal                    |
| 2000      | Abrázame muy fuerte           |                                                   | Atuação Especial                         |
| 2001      | El derecho de nacer           | Clemencia Rivera del Junco                        | Co-Protagonista                          |
| 2003      | Bajo la misma piel            | Sara Ortiz Escalante                              | Co-Protagonista                          |
| 2006      | Heridas de amor               | Bertha de Aragón                                  | Antagonista principal                    |
| 2007      | S.O.S.: Sexo y otros Secretos | Isadora                                           |                                          |
| 2008      | Fuego en la sangre            | Gabriela Acevedo de Elizondo                      | Antagonista principal                    |
| 2010      | Mujeres Asesinas              | Norma Blanco Vda. de La Piedra                    | Episódio: "Las blanco, viudas"           |
| 2010      | Locas de amor                 | Regina                                            |                                          |
| 2011      | Rafaela                       | Morelia Echaverria de De la Vega                  | Antagonista principal                    |
| 2012      | Apocalipsis Maya              | Narradora                                         | Documentário do Discovery Channel        |
| 2013      | Quiero amarte                 | Lucrécia Ugarte de Montesinos                     | Antagonista principal                    |
| 2016      | El hotel de los secretos      | Doña Teresa Langre Vda. de Alarcón                | Antagonista principal                    |
| 2017      | Mi marido tiene familia       | Blanca "Blanquita" Gómez Beltrán de Córcega       | Temporada 1 - Co-protagonista            |
| 2018      | Mi marido tiene más familia   | Blanca "Blanquita" Gómez Beltrán de Córcega       | Temporada 2- Co-protagonista             |
| 2018      | ¡Ay Güey!                     | Sra. Beatriz Rothstein                            | Co-protagonista                          |
| 2021      | ¿Qué le pasa a mi familia?    | Luz Torres Mendoza Vda. de Rojas / Vda. de Rueda  | Protagonista                             |
| 2023      | Eternamente amándonos         | Martina Rangel Vda. de Garibay / Vda. de Iturbide | Protagonista                             |
| 2025      | Regalo de amor                | Catalina Ortigoza Vda. de la Vega                 | Co-protagonista                          |

### Cinema
- Martín al amanecer (2009) - Lucía
- Divina Confusión (2008) - Julia
- 3:19 (2008) - Lucía
- Quemar Las Naves (2007) - Catalina
- J-ok'el: La leyenda de la Llorona (2007) - J-ok'el
- El Umbral (2003) - Mercedes
- Vivir mata (2002)
- Dreaming of Julia (2001) - Beta
- Y tu mamá también (2001) - Silvia Allende de Iturbide
- Las Caras De La Luna - Magdalena Hoyos
- La otra conquista (1998) - Doña Juana
- Un baúl lleno de miedo (1997)
- Entre Pancho Villa y una mujer desnuda (1995) - Gina López
- Serpientes y escaleras (1992)
- El Secreto de Romelia (1988) - Dolores de Roman
- Yo no lo sé de cierto, lo supongo (1982)
- Antonieta (1982) - Juana
- Entre paréntesis (1982)
- El héroe desconocido (1981)
- La leyenda del tambor (1981)
- Max Domino (1981)
- The dogs of war (1980) - Nun
- El infierno de todos tan temido (1979)
- La tía Alejandra (1979) - Lucía
- Crónica íntima (1976)
- Las poquianchis (1976) - Adelina
- Actas de Marusia (1975) - Luisa
- El hombre del puente (1975)
- El cumpleaños del perro (1974) - Silvia
- El encuentro de un hombre solo]] (1974) - Renata Castillo
- Los Miserables (1974) - Cossette
- El castillo de la pureza (1973) - Utopía
- El Santo Oficio (1972) - Mariana De Carvajal
- Inmaculada (1950) - Rosalia cuando niña
- San Felipe de Jesús (1949)

## Teatro
- Master Class (2014) - Maria Callas
- Amor, dolor y lo que traía puesto (2012-2013) - Nora
- Espejos (2012) - Susy
- Todos eran mis hijos (2009) - Kate Keller
- Los monólogos de la vagina (2007)
- Festen (2007) - Else
- Relaciones peligrosas (2006) - Marquesa de Merteuil
- Divina justicia (2005)
- Master Class (1998) - Maria Callas
- Un tranvía llamado Deseo (1997) - Blanche y Stella
- Trío (1982)

## Prêmios e Indicações
| Ano  | Festival                       | Categoria                   | Nomeações                              | Resultado |
| ---- | ------------------------------ | --------------------------- | -------------------------------------- | --------- |
| 1972 | Prêmio El Heraldo de México    | Melhor Co-Atuação Feminina  | El castillo de la pureza               | Venceu    |
| 1973 | Prémio Ariel                   | Melhor Atriz Coadjuvante    | El castillo de la pureza               | Venceu    |
| 1976 | Prémio Ariel                   | Melhor Atriz                | Actas de Marusia                       | Indicada  |
| 1980 | Prémio Ariel                   | Melhor Co-Atuação Feminina  | El infierno de todos tan temido        | Venceu    |
| 1987 | Prêmio TVyNovelas              | Melhor Atriz Protagônica    | Cuna de lobos                          | Venceu    |
| 1989 | Prêmios ACE de Nova York       | Melhor Atriz                | El secreto de Romelia                  | Venceu    |
| 1992 | Prêmio TVyNovelas              | Melhor Atriz Protagônica    | Cadenas de amargura                    | Venceu    |
| 1994 | Prêmio TVyNovelas              | Melhor Atriz Antagônica     | Capricho                               | Venceu    |
| 1996 | Prémio Ariel                   | Melhor Atriz                | Entre Pancho Villa y una mujer desnuda | Indicada  |
| 1998 | Prêmios Bravo                  | Melhor Atriz de Teatro      | Master Class                           | Venceu    |
| 1998 | Prêmios Diosas de Plata        | Melhor Atriz                | Un baúl lleno de miedo                 | Venceu    |
| 2000 | Prêmios Bravo                  | Melhor Atriz Antagônica     | Infierno en el paraíso                 | Venceu    |
| 2002 | Prêmio El Heraldo de México    | Melhor Atriz em Televisão   | El derecho de nacer                    | Indicada  |
| 2002 | MTV Movie Awards Latin America | Mamãe Mais Malvada          | Y tu mamá también                      | Indicada  |
| 2002 | Prémio Ariel                   | Melhor Co-Atuação Feminina  | Las caras de la luna                   | Indicada  |
| 2007 | Prêmio TVyNovelas              | Melhor Primeira Atriz       | Heridas de amor                        | Indicada  |
| 2007 | Prêmios Bravo                  | Melhor Atriz Protagônica    | Heridas de amor                        | Venceu    |
| 2009 | Prêmio TVyNovelas              | Melhor Atriz Antagônica     | Fuego en la sangre                     | Venceu    |
| 2009 | Prêmios Bravo                  | Melhor Atriz Antagônica     | Fuego en la sangre                     | Venceu    |
| 2011 | Prêmio People en Español       | Melhor Atriz de Série       | Mujeres Asesinas                       | Venceu    |
| 2013 | Festival de Cine de Madrid     | Melhor Atriz                | Apasionado Pancho Villa                | Indicada  |
| 2015 | Troféu Lunas del Auditorio     | Carreira Artística          | Homenagem                              | Venceu    |
| 2016 | Prêmio TV Adicto Golden Awards | Melhor Atriz de Serienovela | El hotel de los secretos               | Venceu    |
| 2017 | Prêmio TVyNovelas              | Melhor Atriz Antagônica     | El hotel de los secretos               | Indicada  |
| 2017 | Prêmios ACE de Nova York       | Melhor Co-atuação Feminina  | El hotel de los secretos               | Venceu    |
| 2018 | Prêmio TVyNovelas              | Melhor Atriz Co-estelar     | Mi marido tiene familia                | Venceu    |
| 2019 | Prêmio TVyNovelas              | Melhor Primeira Atriz       | Mi marido tiene más familia            | Indicada  |